# Rathaus (Liberec)

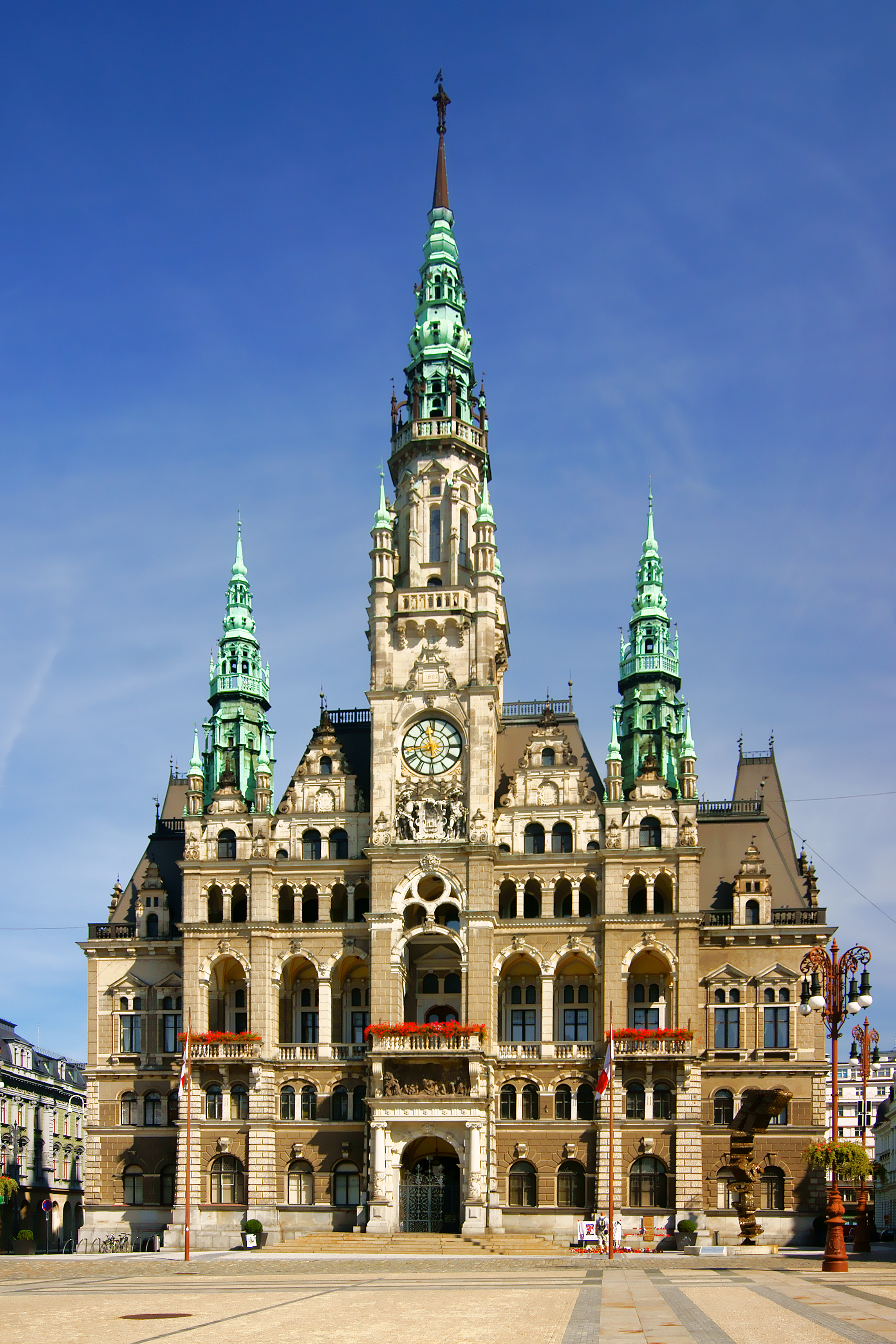
Rathaus in Reichenberg

Das Rathaus der Stadt Liberec (deutsch Reichenberg) in der Reichenberger Region in Tschechien wurde von 1890 bis 1893 nach einem Entwurf des Wiener Architekten Franz von Neumann im Stil der Neorenaissance von der Firma Gustav Sachers Söhne errichtet. Das Gebäude an der Nordseite des Altstädter Platzes ist das Wahrzeichen der Stadt und steht seit 1958 unter Denkmalschutz (ÚSKP-Nr. 19126/5-4114).

## Geschichte

### Das ursprüngliche Rathaus
Das erste Rathaus von Reichenberg wurde in den Jahren 1599–1603 auf dem Altstädter Ring vom italienischen Baumeister  Marcus Antonio Spacio (auch Markus Spazio) (* um 1550; † um 1610) aus Görlitz erbaut. Es war der dritte Steinbau in der Stadt. Die Baukosten wurden durch Steuereinnahmen der Stadt und ein Darlehen der Frau Katharina von Redern († 1617) gedeckt.
Der Grundstein für das Rathaus wurde am 2. Oktober 1599 gelegt und 1602 wurde der Rohbau des Gebäudes abgeschlossen. Der achteckige Turm, der ohne eigene Fundamente auf dem Erdgeschossgewölbe ruhte, wurde im Oktober 1603 fertiggestellt. Der Turm musste öfters  repariert werden und 1801 brannte der obere Teil durch Blitzschlag aus. Das Gebäude hatte eine Länge von 23,7 m und eine Breite von 16,6 m. Die Stadtverwaltung war im ersten Stock des Rathauses untergebracht. Hier gab es auch einen großen Festsaal und einen Raum zur Aufbewahrung der Stadtinsignien. Im Erdgeschoss befanden sich Fleisch- und Bäckereigeschäfte.
Am 18. April 1894 wurde das alte Rathaus geschlossen, nachdem der Umzug ins neue Rathaus, das neben dem alten errichtet wurde, erfolgt war. Der folgende Abriss dauerte vier Wochen.

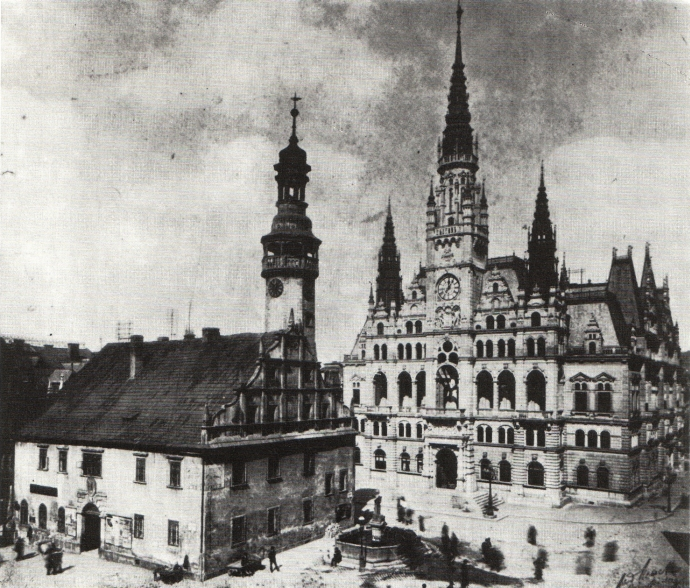
Das alte und das neue Rathaus standen nur für kurze Zeit im Jahr 1893 nebeneinander.

Der Grundriss des ursprünglichen Gebäudes ist durch eine dunkle Pflasterung direkt auf dem Ringplatz markiert. Die Glocke des alten Rathauses wurde an der Nordfassade des neuen angebracht.

### Der Bau des neuen Rathauses
Bereits ab 1879 wurde von der Sparkasse und dem Industriellen Franz Liebieg jun. (1827–1886) umfangreiche Gelder für den Bau eines neuen Rathauses bereitgestellt. Von der Stadtverwaltung wurden Baupläne erarbeitet, um die erforderlichen Abmessungen des Baus und die geschätzten Kosten zu bestimmen. Diese Pläne wurden am 15. April 1887 genehmigt und ein Wettbewerb für den Bau des Rathauses im „transalpinen Stil“ wurde ausgeschrieben. Von den neun eingegangenen Entwürfen erhielt der Entwurf des Wiener Architekten Franz Neumann den ersten Preis. Der Beschluss über den Rathaus-Neubau erfolgte durch den Stadtrat am 6. Dezember 1887 in der Regierungszeit des Bürgermeisters Karl Schücker (1836–1917).
Die Grundsteinlegung erfolgte am 30. September 1888 und der Rohbau wurde am 5. November 1890 von der Firma Gustav Sachers Söhne fertiggestellt. Am 1. September 1891 besuchte Kaiser Franz Joseph I. die Stadt und besichtigte auch das neue Rathausgebäude. Am 22. September 1891 wurde auf der Spitze des Hauptturms ein Roland-Standbild als Symbol für die Unabhängigkeit der Stadt aufgestellt.
Erst zu Ostern, am 2. und 3. April 1893, wurde das Rathaus zur Besichtigung geöffnet. Danach erfolgte der Umzug aus dem alten Gebäude ins neue Rathaus.

## Beschreibung

### Außenansicht
Der Architekt Franz von Neumann orientierte sich eng am Wiener Rathaus. Statt der Gotik wählte er aber die deutsche Neorenaissance als Stil des Bauwerks, was als politische Aussage verstanden werden kann. Der schlanke Hauptturm ist 65 Meter hoch. Seit 2005 krönt ihn wieder die Statue des Ritters Roland. Dieser war 1952 abgenommen und durch den Roten Stern ersetzt worden, der wiederum 1989 von einem böhmischen Löwen abgelöst wurde.
Das imposante Gebäude, das eine Symbiose von Architektur, Kunst und Handwerk verkörpert, ist Teil der städtischen Denkmalzone. Die Fassade zum Ringplatz mit den drei Türmen ist von beeindruckender Wirkung. Der viergeschossige Bau hat einen quadratischen Grundriss, in dessen Mitte sich der Innenhof befindet.
Die Außenfassade des Rathauses ist mit dem plastischen Schmuck des Wiener Bildhauers Theodor Friedl (1842–1900) versehen. Über dem Eingangsportal befindet sich ein Relief mit dem Motiv der Stadtgründung und unterhalb der Uhr das Stadtwappen mit Heroldsfiguren. Dargestellt wird das alte Rathaus (links) und das neue Rathaus (rechts), außerdem die folgenden Personen: Baumeister Marcus Spazio (als Erbauer des alten Rathauses), Katharina von Redern (mit der Gründungsurkunde), Bürgermeister Hentschel, Frauenfigur (die Stadt symbolisierend), Bürgermeister Schücker, Architekt von Neumann (als Erbauer des neuen Rathauses) und Stadtrat Felgenhauer.
Über dem Relief befindet sich eine Loggia mit hohen Arkaden, von der viele berühmte Persönlichkeiten gesprochen haben, z. B. Kaiser Franz Joseph I. sowie die Präsidenten Edvard Beneš und Václav Havel.
Die hintere Fassade trägt drei große Reliefs. Das linke Relief ist den Reichenberger Tuchmachern gewidmet, das mittlere Relief der Metzgergemeinde stellt eine Hommage an die Stadt dar und das rechte repräsentiert die Beziehungen von Reichenberg zur Welt.
Vor dem Gebäude befindet sich ein bronzenes Denkmal in Form einer Panzerkette, das an die neun Opfer der  Invasion des Warschauer Paktes im August 1968 erinnert.

### Innenräume
Im Inneren des Rathauses findet man eine prächtige Ausstattung mit Bleiglasfenstern, Decken- und Wandmalereien des Wiener Malers Andreas Groll sowie Holzvertäfelungen, die durch Spenden von Handwerks-Gilden und reichen Stadtbürgern ermöglicht wurde.
Die großzügige Eingangshalle des Rathauses wird von einer großen Marmortreppe mit Säulen sowie dem Glasfenster der Bäckerinnung dominiert. Sie führt zu den Räumlichkeiten im ersten Stock, wo sich die Glasfenster des Bauernstandes, der Frau mit dem Stadtwappen und des Ritterstandes befinden. Der holzgetäfelte Festsaal mit hervorragender Akustik ist geschmückt durch einen großen Kronleuchter, sechs Buntglasfenster und ein Deckengemälde von Andreas Groll, das den Sieg der Wahrheit über die dunklen Mächte darstellt.

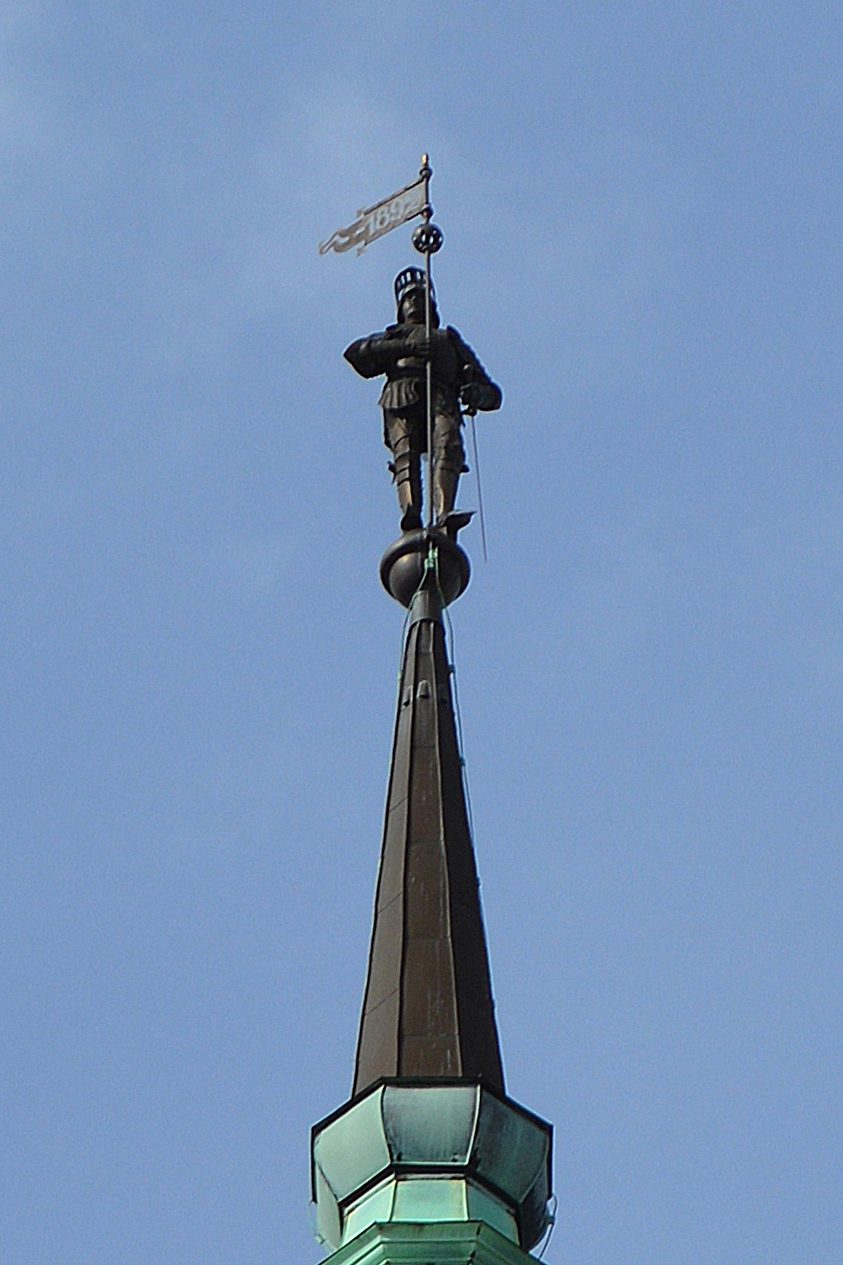
Der Ritter Roland auf der Spitze des Rathausturms
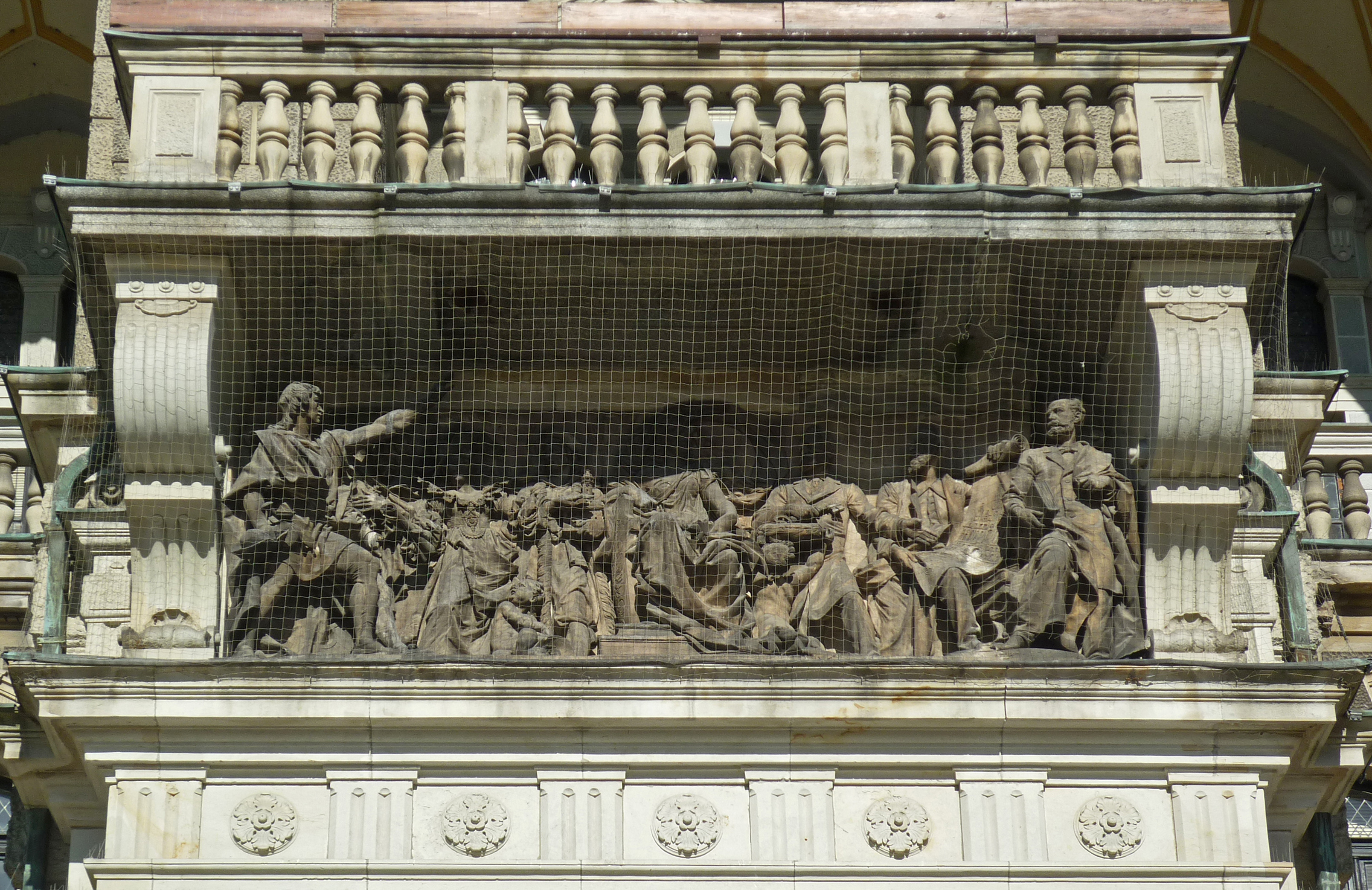
Relief am Rathaus-Portal von Theodor Friedl
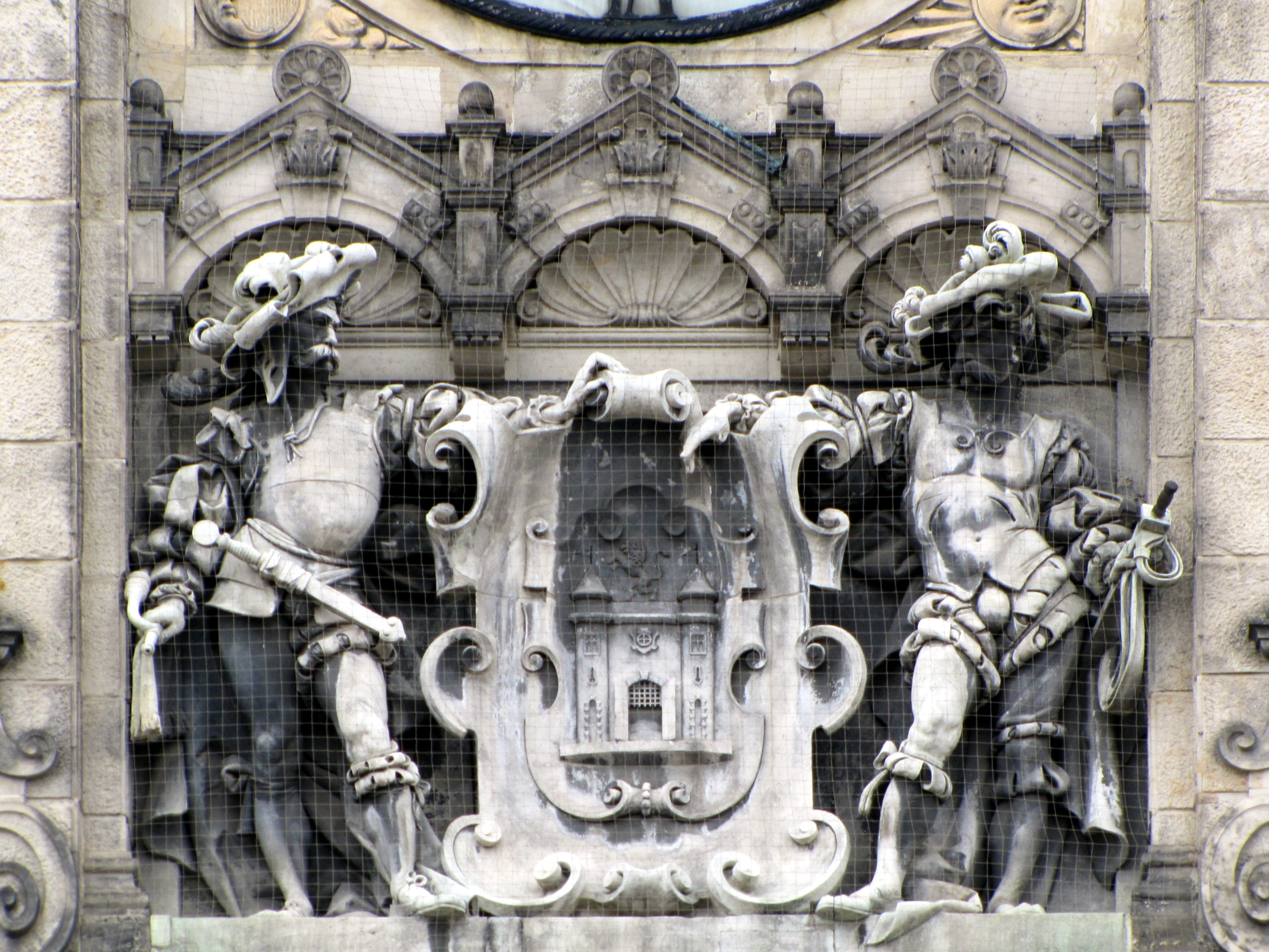
Relief mit Stadtwappen und Herolden
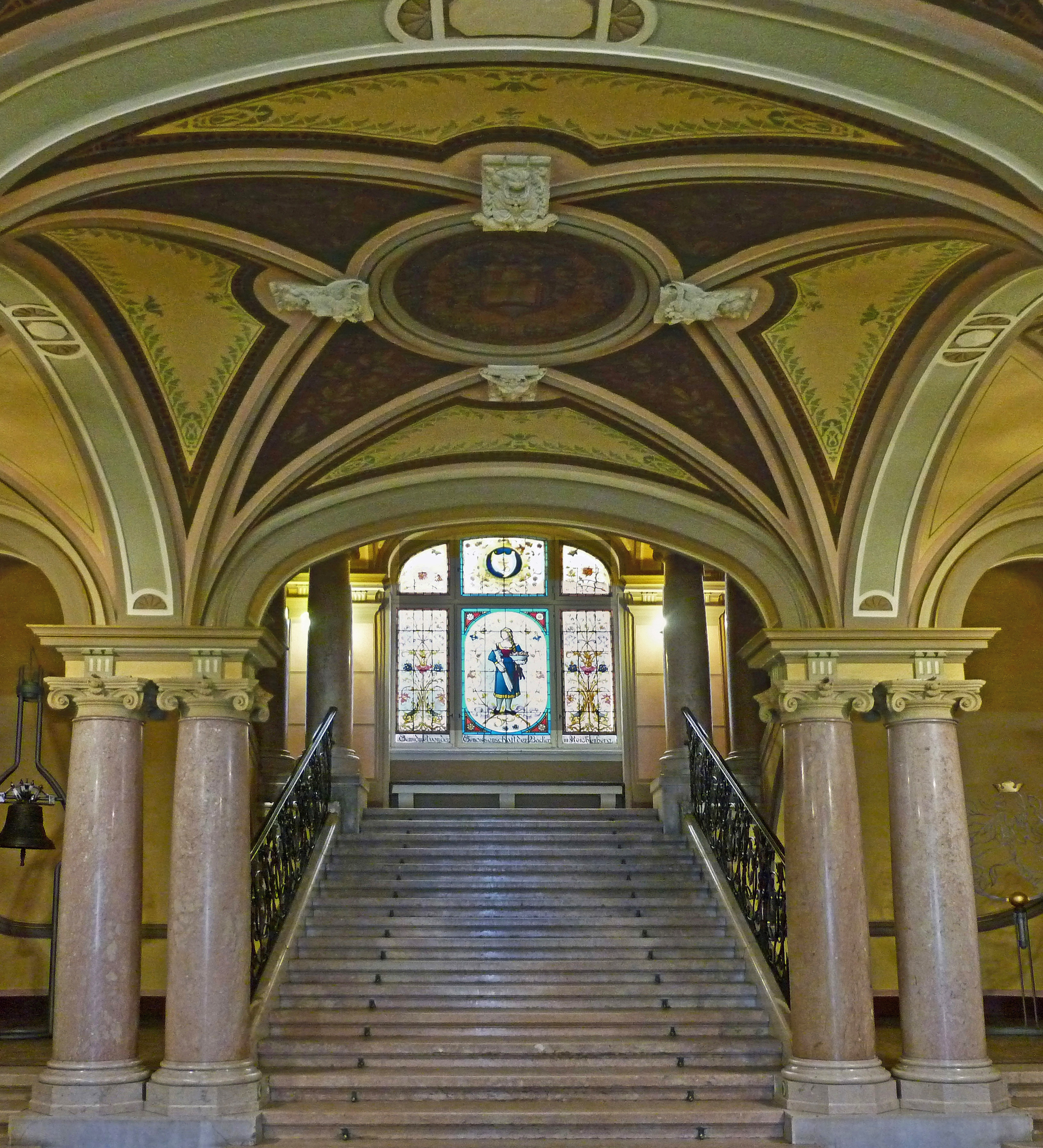
Eingangshalle mit Marmortreppe, Säulen und dem Glasfenster der Bäckerinnung
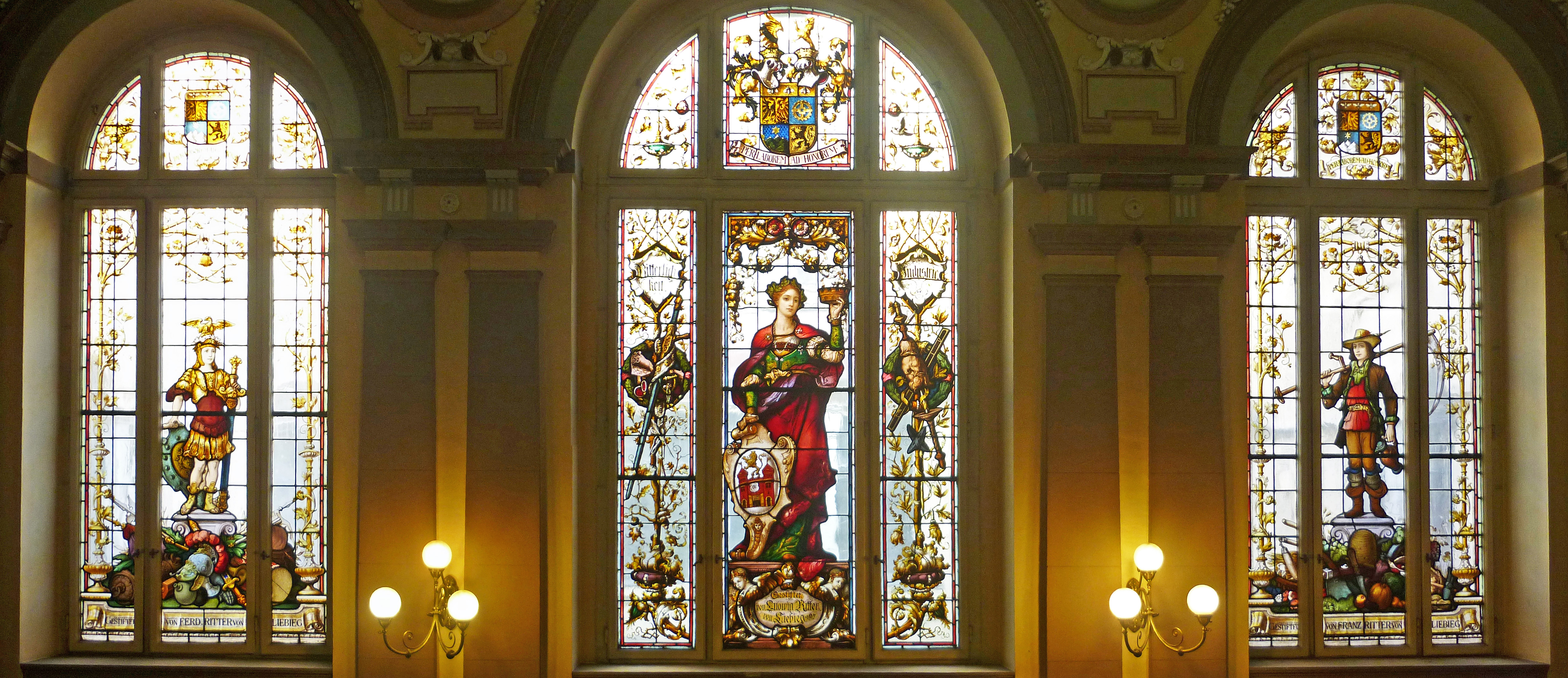
Treppenhaus mit den Glasfenstern: Bauernstand (links), Frau mit Stadtwappen (Mitte) und Ritterstand (rechts)
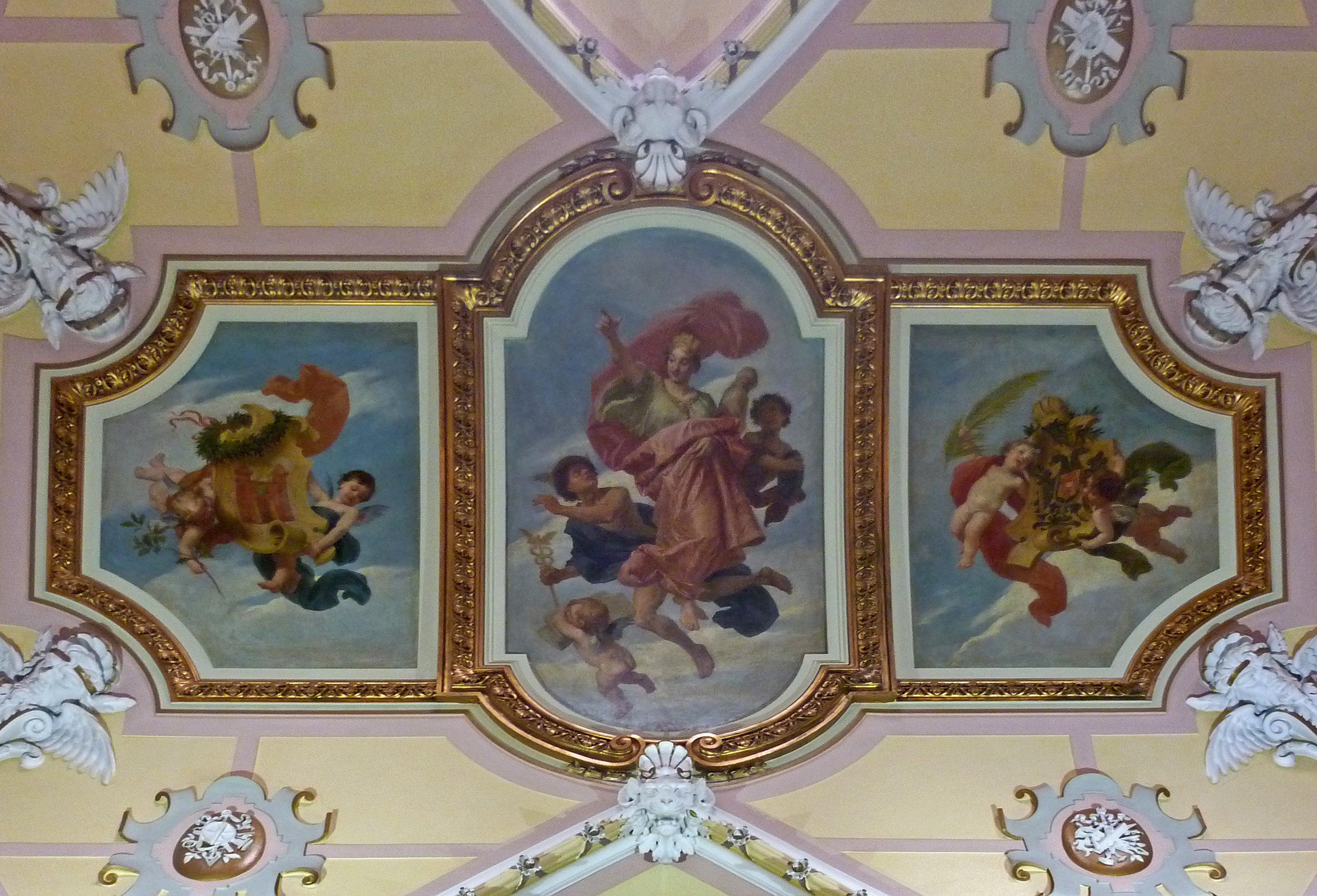
Eingangshalle mit dem Deckengemälde Allegorie auf Reichenberg und den Tuchhandel von Andreas Groll